# Buciegas
Buciegas település Spanyolországban, Cuenca tartományban.  Lakosainak száma 38 fő (2024).

## Népesség
A település népessége az utóbbi években az alábbiak szerint változott:
| Lakosok száma | 80   | 74   | 58   | 55   | 54   | 47   | 45   | 36   | 36   | 38   |
|               | 2001 | 2003 | 2006 | 2008 | 2011 | 2014 | 2017 | 2019 | 2022 | 2024 |